# Битва при Адріанополі (324)
Битва при Адріанополі сталася 3 липня 324 року біля сучасного Едірне в Туреччині між арміями двох римських імператорів: Костянтина Великого та Ліцинія. Цьому бою передували майже 7 років миру між обома правителями. В результаті битви Костянтин завдав Ліцинію нищівної поразки.

## Передумови

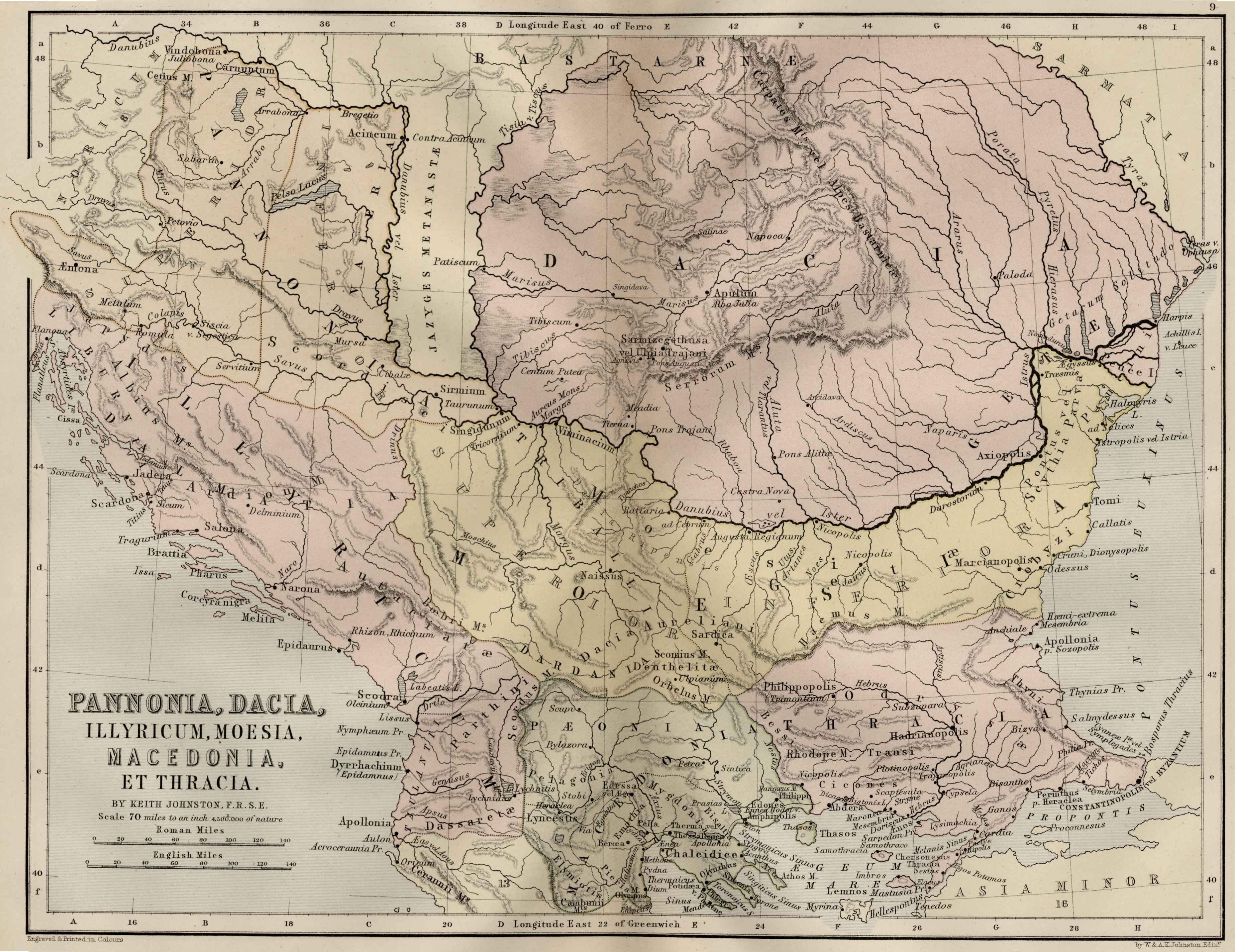
Мапа дунайських провінцій Римської імперії

Під час попереднього конфлікту між двома імператорами у 316 році Костянтин переміг Ліцинія у битвах при Цибалах і на Мардійських полях. Незабаром між обома сторонами був укладений мир, за яким під контроль до Костянтина переходили усі Балкани за винятком Фракії. Також за умовами договору, сини Костянтина, Крисп і Костянтин II, і син Ліцинія, Ліциній II, отримували титули цезарів. До того ж, Валерія Валента, соратника Ліцинія, було позбавлено титулу августа та страчено. Незважаючи на укладений мир, взаємини між двома правителями залишалися непростими.
У 324 році Костянтин отримав нагоду для відновлення конфлікту: під час переслідування тікаючих вестготів (або сарматів) його армія вторглася до території Ліцинія, що спричинило відповідний casus belli. Відверто ворожа реакція Ліцинія на це вторгнення змусила Костянтина перейти в наступ. Він вирушив до Фракії із чисельністю війська меншою ніж у Ліцинія, проте мав чимало загартованих у боях ветеранів, а також новобранців найвищої якості з контрольованої ним Іллірії.

## Битва

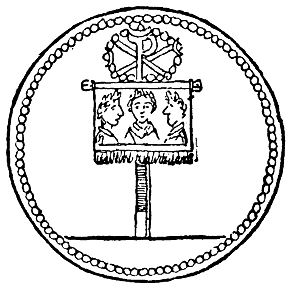
Лабарум Костянтина із античної срібної медалі

Ліциній обрав Адріанополь, головне місто континентальної Фракії, місцем розташування свого табору. Костянтин розташував свій табір поруч з Адріанополем коло річки Еврос (теперішня Мариця), на схід від Салонік. Оборонна лінія Ліцинія довжиною в 200 стадій розташовувалася у вдалій позиції між височиною, що виходила на місто, та злиттям Евросу з притокою. Обидві армії залишались на своїх позиціях протягом декількох днів перед тим, як приступити до бою. Зрештою Костянтин виступив зі своїм військом, переправившись через річку на зустріч підготовленому ворогу, що мав більшу чисельність та розташовувався у вдалому місці.
Задля того, щоб дістатися протилежного берегу Евросу Костянтин вдався до хитрощі. Він помітив вдале місце для переправи у точці найближчого розташування двох берегів на покритих лісом пагорбах. Проте, матеріали для будівництва моста він наказав доставити до іншого місця, яке лежало на чималій відстані від запланованого. Біля пагорбів, Костянтин таємно зібрав 5 тис. лучників та на чолі загону кінноти перейшов річку, зненацька заставши суперника. Несподівана атака була вкрай успішною, що дозволило іншій частині його війська безпечно дістатися протилежного берегу. Після втрати позицій біля річки Ліциній відійшов назад, зайнявши місце на височині. Втім, це надало Костянтинові нагоду для проведення ще однієї вдалої атаки. Подальші події історик Зосим називає «великою різаниною», оскільки за його словами військо Ліцинія втратило 34 тис. загиблими, проте сучасні історики вважають це число дещо завищеним
Під час бою Костянтин наказав відповідальному за лабарум (християнський штандарт) нести його до тих частин свого війська, що потребували найбільшої допомоги. Поява цього талісмана підбадьорювала його власні війська і бентежило ворожі. Костянтин, який під час бою зазнав легкого поранення у стегно, припинив свій наступ лише на заході сонця. Із темрявою Ліциній та залишки його війська зуміли відійти до Візантія (теперішній Стамбул), де перебував їхній флот.
Битва при Адріанополі стала однією з найбільших битв IV століття. Зосим повідомляє, що Костянтин особисто керував тим загоном кінноти, що прорвала захист Ліцинія, і пояснює його успіх мужністю і бойовою доблестю командувача. На думку сучасних фахівців, успіх Костянтина полягав передусім у дисциплінованості його солдатів, а також у вдачі самого Костянтина.

## Наслідки
Рішення Костянтина поновити боротьбу із Ліцинієм виявилося вкрай успішним. Після битви при Адріанополі Костянтин перейшов до облоги Візантія, оскільки контроль над протокою між Європою та Малою Азією набув надзвичайного значення для обох імператорів. Син Костянтина Крисп очолив флот свого батька у протистоянні з більшим флотом Ліцинія. Після перемоги Криспа в битві при Геллеспонті Костянтин переправився зі своїм військом до Віфінії. Востаннє війська двох імператорів зійшлися у 324 році в битві при Хризополі на азійському узбережжі Босфору. Костянтин здобув остаточну перемогу в протистоянні з Ліцинієм, поклавши край Громадянським війнам Тетрархії тривалістю 18 років. Зрештою, наприкінці  324 року Костянтин став одноосібним правителем Римської імперії вперше з 286 року.